# Stenotothorax gentilis
Stenotothorax gentilis är en skalbaggsart som beskrevs av Horn 1887. Stenotothorax gentilis ingår i släktet Stenotothorax och familjen Aphodiidae. Inga underarter finns listade i Catalogue of Life.